# Softverski prekid
Prekid je izraz iz računalstva. Izraz je doslovni prijevod na hrvatski jezik engleske riječi interrupt. Prekidi odnosno mikroprocesorov prekidni sustav omogućavaju mikroprocesoru brzo i učinkovito odgovoriti kad vanjski uređaji upućuju zahtjeve. 
Sklopovlje koje komunicira s mikroprocesorom može od njega zaiskati prekid. Onda će mikroprocesor izvršiti naredbu i nastaviti s radom. U Windowsima su programi koji omogućavaju mikroprocesoru odgovoriti na prekidne zahtjeve pogonitelji (driveri), a zovu se prekidni programi.